# Шуйское (Смоленская область)
Шу́йское (бел. Шуйскае) — село в Смоленской области России, в Вяземском районе. Расположено на берегу реки Касня в восточной части области в 29 км к северо-востоку от районного центра, и в 10 км к северу от железнодорожной станции Туманово на линии Москва — Минск. Население — 504 жителя (2007 год). Административный центр Шуйского сельского поселения.

## История
Название произошло от фамилии известных в дореволюционное время князей Шуйских, которые владели селом.
До 1917 года село входило в состав Вяземского уезда. В 1935—1961 годах село было в составе Тумановского района, а с 1961 года в составе Вяземского района.
По данным Смоленских епархиальных ведомостей в 1907 году в селе был деревянный холодный двухпрестольный храм. При нём 58 десятин земли и 1144 прихожанина мужского пола. При храме была приходская школа и школа грамоты.
В церкви села Шуйское 30 января 1892 года был крещён Пётр Дмитриевич Барановский — выдающийся архитектор-реставратор.
В 1931 году в селе был образован колхоз «Путь Ленина». С декабря 1954 года организовался совхоз «Демидовский». В настоящее время совхоз реорганизован в ЗАО «Шуйское», директором которого являлся Семёнов Владимир Александрович.

## Достопримечательности
- Обелиск на братской могиле 43 воинов Советской Армии, погибших в 1941—1943 гг.
- Городище в 5 км от деревни.
- На въезде памятные камни с датой упоминания о Шуйском.